# Muskoka et Parry Sound
Pour les articles homonymes, voir Parry Sound et Muskoka (homonymie).
Muskoka et Parry Sound fut une circonscription électorale fédérale de l'Ontario, représentée de 1882 à 1904.
La circonscription de Muskoka et Parry Sound a été créée en 1882 avec des parties d'Algoma et de Muskoka. Abolie en 1903, elle fut redistribuée dans la circonscription de Muskoka

## Géographie
En 1882, la circonscription de Muskoka et Parry Sound comprenait :
- Les cantons de Watt, Cardwell, Humphrey, Conger, Stephenson, Brunel, Franklin, Sinclair, Chaffey, Bethune, Perry, Proud foot, Foley, Cowper, McDougall, Parry Sound Village and Island, Fergusson, Carling, Burpee, Shawanaga, Christie, Monteith, McKellar, Hagerman, Spence, Croft, McKenzie, Ferrie, Wilson, Mills, McConkey, Hardy, Chapman, Strong, Magnetawan, Joly, Lount, Machar, Laurier, Ryerson, Armour, McMurrich, Stisted, Pringle, Gurd, Himsworth, Nipissing, Burton, Gibson, Harrison, Wallbridge, Patterson, Blair, Mowat et Brown.

## Députés
1. 1882-1896 — William Edward O'Brien, CON
2. 1896-1904 — George McCormick, L-C

- CON = Parti conservateur du Canada (ancien)
- L-C = Parti libéral-conservateur